# 單線鉛筆魚
單線鉛筆魚（学名：Nannostomus unifasciatus）為輻鰭魚綱脂鯉目脂鯉亞目鱂脂鯉科的其一種。

## 分布
本魚分布於南美洲巴西、委內瑞拉、玻利維亞、蓋亞那的溪流中。

## 特徵
本魚魚背部是淺褐綠色，腹部和下頷呈銀白色。從吻部開始有一條水平黑條紋，貫穿眼睛到尾鰭基部，消失在一塊黑斑中。魚頭小而平，吻部尖。尾鰭的下半部通常是黑中帶些紅色，其他的鰭均無色。體長可達3.8公分。

## 生態
本魚棲息在溪流中，性情溫和，喜群游，屬雜食性，以蠕蟲、甲殼動物與昆蟲等為食。

## 經濟利用
為觀賞性魚類。